# مریم صامت
مریم صامت (زادهٔ ۴ آذر ۱۳۶۸ در گرگان) بازیکن تیم ملی تنیس روی میز بانوان اهل ایران است. او به همراه ندا شهسواری، نخستین لژیونر تاریخ پینگ‌پنگ زنان ایران است.
وی سابقهٔ بازی در باشگاه ذوب آهن، تیم نامی‌نو و تیم مس کرمان در لیگ تنیس روی میز بانوان را دارد.

## زندگی‌نامه
مریم صامت ۴ آذر سال ۱۳۶۸ در گرگان، در خانواده‌ای علاقه‌مند به ورزش متولد شد. از کلاس دوم ابتدایی ورزش تنیس روی میز را آغاز کرد. در سن ۱۲ سالگی برای نخستین بار در مسابقات کشوری شرکت کرد و به تیم ملی دعوت شد. او بیش از ۲ دهه در تیم ملی تنیس روی میز بانوان ایران بازی کرده‌است. وی در سال ۱۳۹۸ به تیم ترابزون اسپور ترکیه پیوست.
مسابقات جوانان آسیای میانه، قهرمانی جهان در مسکو و روتردام هلند، مسابقات بین‌المللی کویت، تور حرفه‌ای جهان در قطر و مسابقات چهارجانبه این کشور، مسابقات دانش آموزان جهان در چین، شرکت در رقابت‌های دوستانهٔ سوریه و مسابقات بین‌المللی در گرگان از جمله فعالیت‌های بین‌المللی مریم صامت در ورزش تنیس روی میز است. او در سال ۱۳۹۵ در مسابقات انفرادی قهرمانی جهان، تنها ورزشکار تیم ایران بود که به عنوان نفر اول گروهش، به مرحله حذفی رقابت‌ها رسید.

## عناوین و افتخارات ورزشی
- قهرمان رقابت‌های پینگ پنگ انفرادی بانوان کشور ۱۳۸۹[۱۷]
- نایب قهرمانی مسابقه‌های پینگ پنگ چند جانبه مجارستان ۱۳۹۰[۱۸]
- مقام اول مسابقات انتخابی تیم ملی تنیس روی میز بانوان ۱۳۹۱[۱۹]
- قهرمانی مسابقات آسیای میانه در سال‌های ۲۰۰۵ و ۲۰۰۶[۱۶]
- مقام سوم جایزه بزرگ تنیس روی میز بانوان کشور ۱۳۹۴[۲۰]
- قهرمانی رقابت‌های تیمی دسته سوم قهرمانی جهان ۱۳۹۴[۲۱]
- مدال طلای تیمی چهارمین دوره بازی‌های کشورهای اسلامی در باکو ۲۰۱۷[۲۲][۲۳]
- عنوان سومی تیمی و دونفره بازی‌های بین‌المللی کویت[۱۶]
- مقام سوم انفرادی و دونفره مسابقات بین‌المللی گرگان[۱۶]